# Generał Daimos
Generał Daimos (jap. 闘将ダイモス Tōshō Daimosu) – japoński telewizyjny serial anime emitowany od 1 kwietnia 1978 do 27 stycznia 1979 na antenie TV Asahi.

## Fabuła
Planeta Baam została zniszczona w wyniku wyjątkowo niefortunnej kumulacji kilku katastrof kosmicznych: najpierw pomiędzy sąsiednią planetę Algor a obecne w tamtym układzie planetarnym słońce wdarła się mgławica. To spowodowało napromieniowanie Algor i Baamu, a na domiar złego orbity obu planet zostały zakłócone i doszło do zderzenia. Miliard Baamisjan został zahibernowanych i przeniesionych na wielkiego sztucznego satelitę – Mały Baam. Garstka pozostałych w przytomności poszukiwała nowego miejsca zamieszkania. Docierając do Układu Słonecznego, zatrzymali się na orbicie Jowisza. Ich przywódca, generał Leon głęboko wierzył, iż bez rozlewu krwi osiedlą się na Ziemi. Niestety z powodu spisku traci on życie podczas pierwszego spotkania delegacji Ziemian i Baamisjan.
Ziemskie miasta są niszczone przez ogromne roboty. Napastnikami przewodzi admirał Richiter, syn Leona, choć ten na chwilę przed zgonem zabronił mu wojny. W Japonii grupa naukowców pod przewodnictwem profesora Izumiego skonstruowała potężnego, mierzącego czterdzieści pięć metrów i ważącego sto pięćdziesiąt ton, mecha bitewnego nazwanego Daimos, posiadającego ogromną moc i siłę. Izumi przejął projekt po tragicznej śmierci jego kolegi Ryūzakiego, który był autorem całego przedsięwzięcia. Pilotem Daimosa zostaje syn jego twórcy – astronauta i karateka Kazuya Ryūzaki. Chłopak zakochał się w tajemniczej dziewczynie Erice, która okazała się być siostrą Richitera.

## Ważniejsze postacie
Imiona zgodne są z włoskim dubbingiem, z którym serial nadawany był w Polsce.

### Ludzie
- Kazuya Ryūzaki (jap. 竜崎 一矢 Ryūzaki Kazuya) – główny bohater, pilot Daimosa. Chłopak około dwudziestoletni, sierota. Jedyną rodziną Kazuyi jest prawdopodobnie Nana. Jego ojciec, profesor Ryuzaki, zginął zastrzelony przez Gero podczas pokojowych rozmów z Leonem. Mistrz karate, którego używa jako jedynej broni, kiedy walczy bez Daimosa. Jako czternastoletni chłopiec przeżył wypadek (podczas ćwiczeń dla astronautów), w wyniku którego został sparaliżowany. Jego siła woli pozwoliła mu wrócić do zdrowia. Cechuje się wielką empatią i brakiem nienawiści. Mężczyzna porażająco inteligentny, dobry i dzielny. Jeśli dotychczasowi przeciwnicy przejrzą na oczy, gotów jest walczyć w ich obronie (Balbas i Richiter). Jest perkusistą-amatorem. Kocha Ericę ponad życie, dążył do tego, by mogli być razem.
- Profesor Shin'ichirō Izumi (jap. 和泉 振一郎 Izumi Shin'ichirō) – wychowywał Kazuyę, gdy Usaki jego ojciec wyjechał służyć na Bazie Księżycowej. Nauczył go karate, pilotowania samolotów i pojazdów kosmicznych. Pracując przy okazji nad robotem autorstwa Usakiego. Reprezentuje Daimowika na zewnątrz, przewodzi nim. Pracuje nad udoskonaleniem Daimosa. Dziadek Nany, amator lizaków.
- Kyōshirō Yūzuki (jap. 夕月 京四郎 Yūzuki Kyōshirō) – przyjaciel Kazuyi. Pilot myśliwca Galber FX-2. Podobnie jak Izumi, uczy Kazuyę sztuk walki. Mistrz posługiwania się mieczem. Wszystkiego nauczył go dziadek, którego nienawidzi, gdyż odpowiada za śmierć jego matki. Rodzice Kyoshiro uciekli do Francji, gdyż jego dziadek nie zgadzał się na związek córki z ubogim malarzem. Ojciec zginął potrącony przez samochód, matka została z rocznym Kyoshiro bez środków do życia. Umarła jako bezdomna, z zimna i wycieńczenia. Kyoshiro miał wtedy kilkanaście lat. Jest odważny, kieruje się rozumem, nie umie pojąć miłości i uczuć, potrafi być złośliwy i cyniczny. Często krytykuje Kazuyę za miłość do Eriki. Mimo wszystko pomaga mu, wiele razy ratując chłopakowi życie. Lubi cytować Goethego i Marksa.
- Nana Izumi (jap. 和泉 ナナ Izumi Nana) – młodsza, przyrodnia siostra Kazui, nastolatka. Wraz z Kyoshiro pilotuje Galbera. Charakteryzuje ją szlachetność, odwaga, brawura, hart ducha, zaradność i narwany charakter. Jest bardzo wybuchowa, nienawidzi podłości i okrucieństwa. Kazuyę kocha całym sercem. Nikt tak jak ona nie przeżywał jego bólu i cierpienia. Lecz czasem nie może znieść tego, iż Erika zajęła jej miejsce w sercu brata. Próbowała udowodnić bratu, że kocha go bardziej niż jego ukochana, co o mało nie doprowadziło jej do śmierci (odcinek 7).
- Komandor Sakimori Miwa (jap. 三輪 防人 Miwa Sakimori) – dowódca Azjatyckich Sił Zbrojnych. W okrucieństwie dorównuje Richiterowi, lecz nie uznaje żadnych zasad. Lubuje się w osobistym strzelaniu do rannych i bezbronnych (odcinek 40), a także kapitulujących (odcinek 31). Próbował też zmasakrować grupę Ziemian i Baamisjan sprzeciwiających się uwięzieniu Kazuyi (odcinek 39). Nie liczy się z życiem własnych ludzi ani cywilów. Do jego najwyższych celów należy sława, laury i przejęcie całkowitej kontroli nad Daimosem. Za zbrodnie wojenne skazany przez ONZ na degradację i banicję.

### Baamisjanie
- Erika (jap. エリカ) – księżniczka Baamisjan czyni serial romansem. Zakochana w Kazuyi z wzajemnością. Ich miłość jest tragiczna, gdyż jej bratem jest Richiter. Pragnienie spotkania doprowadziło ich oboje wielokrotnie niemal do zguby. Zdała studia medyczne, więc pomagała bliskim jako pielęgniarka. Lubiła leczyć innych. Osoba subtelna, delikatna, spokojna i opanowana, nie umie nienawidzić ani zabić (pod koniec serialu to ostatnie się zmienia). Została następczynią Baranduka. Z początku lekko bezradna, polega na pomocy innych (Margarette i Cindy), w miarę wydarzeń stawała się odważna i zaradna.
- Olban (jap. オルバン Oruban) – tytułowany wielkim generałem. Wódz wszystkich Baamisjan. Sposób sprawowania władzy nie różni go od Stalina. Prawdę jednak, możliwie jak najdłużej, ukrywa przed Richiterem. Stąd rozkaz, by każdy kto opuszcza Baam bez jego zgody, automatycznie uznawany był za zdrajcę i skazywany na śmierć. Zarządził, by Richiter został zamordowany, jeśli odmówi przekazania władzy Aizo (Aizo wolał sam zginąć niż zabić przyjaciela). Okrutnik i psychopata. Kochał się w Erice, pragnął ją poślubić. Zginął zabity przez Richitera (odcinek 44).
- Richiter (jap. リヒテル Rihiteru) – admirał, dowódca wojsk atakujących. Walczył, chociaż ojciec, będący dla niego wielkim autorytetem, w ostatnich słowach zabronił mu walki. Cechuje się dumą, honorem, siłą charakteru i niezależnością. Ojczyzna jest dla niego tak wielką wartością, że nie zawaha się zabić własnej siostry za miłość do Ziemianina. Umrzeć bez walki lub bez zemsty jest nie do przyjęcia. Zemsta jest drugorzędną sprawą, bo zasiedlenie Ziemi to dla jego towarzyszy być albo nie być. Szeroko pojętych zdrajców ścigał z całym okrucieństwem. Choć gardził ludzkim życiem, podczas pojedynku z Kazuyą (odcinek 16) chciał zachować rycerskie wartości. Zdegradowany i zastąpiony przez Gero uciekł na Mały Baam. Po śmierci Lajzy, wypowiedział nad jej ciałem słowa pełne czułości i miłości: „Lajzo,wkrótce znów będziemy razem”. Po długiej walce zabił Olbana, pomógł Kazuyi uratować swych rodaków, a następnie, czując się niegodnym przebaczenia za swoje zbrodnie, popełnił samobójstwo, rozbijając się statkiem o Jowisza. Richiter był w głębi serca bardzo dobry i wyjątkowo oddany swemu ludowi, choć przez śmierć jego ojca, generała Leona, owładnięty był pragnieniem zemsty. Charakteryzowała go postawa, będąca przeciwieństwem postawy Kazuyi – nie wierzył on bowiem, iż można tak dalece przebaczać i nie czuć nienawiści. Przed śmiercią powierzył Kazuyi Erikę w opiekę i kazał przekazać swemu ludowi, że to Kazuya uratował Baamisjan.
- Lajza (jap. ライザ Raiza) – generał, podwładna Richitera. Konstruktor robotów. Kocha Richitera jako wodza i mężczyznę, jest mu wierna i ślepo posłuszna, tylko w wyjątkowych okolicznościach złamała jego rozkazy. Bystra i sprytna, okrutna i bezlitosna wobec wrogów, a zarazem dobra wobec najbliższych. Nienawidziła Eriki, gdyż, podobnie jak Richiter, uważała jej miłość do Kazuyi za zdradę. Uratowała Richitera z rąk Geroya (odcinek 34). Zginęła, próbując zabić Olbana, poświęcając swoje życie dla Richitera (odcinek 42).
- Balbas (jap. バルバス Barubasu) – generał, dowódca robotów oraz poszczególnych kampanii. Charakteryzował się okrucieństwem i brakiem litości, a zarazem ślepym posłuszeństwem wobec Richitera. Do końca pozostał mu wierny. Miał młodszego brata. Zginął śmiercią, której najmniej się spodziewał. Zrozumiał, że ci, których nazywał przyjaciółmi chcieli go zabić, a życie uratował mu wróg – Kazuya. Zaprzyjaźnił się z Kazuyą i pomógł mu wrócić na Daimowika, co przypłacił życiem (odcinek 35). Kazuya pochował go na ziemskim cmentarzu. Na krzyżu wyrzeźbiono sylwetkę ptaka. „Spoczywaj w pokoju, waleczny generale” – rzekł chłopak.
- Margarette (jap. マルガレーテ Marugarēte) – mamka Eriki. Zastąpiła jej matkę. Do śmierci była wierna księżniczce, którą kochała ponad życie. Pomagała jej, wykonując czasem rolę posłańca pomiędzy nią a Kazuyą. Wiernie stała przy Erice, towarzyszyła jej podczas ciężkiej wyprawy przez góry z pacyfistami Baranduka (odcinek 32) i w knuciu zamachu na Olbana na Małym Baamie. Zginęła zabita przez ludzi Olbana, przed śmiercią skontaktowała się z Kazuyą i wyjaśniła mu, że Erika nigdy go nie zdradziła (odcinek 43).
- Wolin (jap. ウォーリン Uōrin) – doktor medycyny, nauczyciel Eriki i przyjaciel jej ojca. Dawniej przysiągł Leonowi opiekować się Eriką. Obietnicę wypełnił, ratując księżniczkę tuż przed wykonaniem na niej i Margarette wyroku śmierci. Wywiózł Erikę z bazy podwodnej Baamisjan na ziemię. Został ranny podczas ucieczki. Oboje z księżniczką zostali schwytani przez komandora Miwę. Wolin umarł w wyniku obrażeń i nieudzielenia mu pomocy przez Miwę.

## Spis odcinków
| #  | Tytuł                                                                                                | Premiera             |
| -- | --- | -------------------- |
| 1  | Najazd na Ziemię Shukumei no Deai wa Senka no Naka (宿命の出あいは戦火の中)                          | 1 kwietnia 1978      |
| 2  | Tajemnicza dziewczyna Nazo no Bishoujo Erika (謎の美少女エリカ)                                      | 8 kwietnia 1978      |
| 3  | Białe skrzydła Shiroi Tsubasa no Kioku (白いつばさの記憶)                                            | 15 kwietnia 1978     |
| 4  | Odzyskana tożsamość Akumu! Watashi no Ani wa Chikyuu no Teki (悪夢！私の兄は地球の敵)                | 22 kwietnia 1978     |
| 5  | Poczucie winy Kanashii Tsumi wa Namida de Kienai (悲しい罪は涙で消えない)                            | 29 kwietnia 1978     |
| 6  | Ofiara Eriki Namida o Fuite tachi Agare (涙をふいて立ち上がれ)                                       | 6 maja 1978          |
| 7  | Nana wojowniczką Nana wa Yasashii Chikyuu no Senshi (ナナは優しい地球の戦士)                         | 13 maja 1978         |
| 8  | Gniew admirała Chikyuu o Mamore! Tatakae Kazuya! (地球を守れ！戦え一矢！)                            | 20 maja 1978         |
| 9  | Mój najlepszy przyjaciel Bosei no Hokori o Kaketa Yuushi (母星の誇りを賭けた勇士)                    | 27 maja 1978         |
| 10 | Kłopoty ze sprawiedliwością Seigi no Karate o Misete Yare (正義の空手を見せてやれ)                   | 3 czerwca 1978       |
| 11 | Stara dobra miłość Ai to Uragiri no Ballad (愛と裏切りのバラード)                                    | 10 czerwca 1978      |
| 12 | Walka robotów Mayakashi no Heiwa wa Iranai (まやかしの平和は要らない)                                | 17 czerwca 1978      |
| 13 | Pułapka Tobi Dase Erika Inochi o Kakete (とび出せエリカ命をかけて)                                   | 24 czerwca 1978      |
| 14 | Robot Erika to Daimos Namida no Tatakai (エリカとダイモス涙の戦い)                                   | 1 lipca 1978         |
| 15 | Tajemnice bazy księżycowej Kagayaku Shinjitsu wa Tatakau Yuuki no Naka ni (輝く真実は戦う勇気の中に) | 8 lipca 1978         |
| 16 | Wyrok Gokuraku Shima wa Hijou no Shima (極楽島は非情の島)                                            | 15 lipca 1978        |
| 17 | Ucieczka Erika! Shikei Dai o Noboru! (エリカ！死刑台を登る!!)                                        | 22 lipca 1978        |
| 18 | Pokojowa misja Erika ga Miwa ni Korosareru (エリカが三輪に殺される)                                  | 29 lipca 1978        |
| 19 | Wśród Ziemian Uchuu kara no Shisha (宇宙からの使者)                                                  | 5 sierpnia 1978      |
| 20 | W tajnej bazie Hisoka Naru Heiwa e no Tatakai (秘かなる平和への戦い)                                 | 12 sierpnia 1978     |
| 21 | Sobowtór Eriki Hokori Takaki Betsuri (誇り高き別離)                                                  | 19 sierpnia 1978     |
| 22 | Smutne dzieciństwo Kyoushiro Kesshi no Gekitotsu (京四郎決死の激突)                                  | 26 sierpnia 1978     |
| 23 | Spotkanie Okane o Nerau Cupid (おかねを狙うキューピット)                                             | 2 września 1978      |
| 24 | Aparat fotograficzny Do Konjou Cairo no Himitsu Heiki (ド根性カイロの秘密兵器)                       | 9 września 1978      |
| 25 | Twarzą w twarz Hokorinakaki Nyaku Shishi Richter (誇り高き若獅子リヒテル)                            | 16 września 1978     |
| 26 | Tajna broń Daimos! Kikiippatsu (ダイモス！危機一髪)                                                  | 23 września 1978     |
| 27 | Ultracząsteczki Daimos Power-up Sakusen (ダイモスパワーアップ作戦)                                   | 30 września 1978     |
| 28 | Wielki uczony Tensai Kagakusha Aizamo no Chousen (天才科学者アイザムの挑戦)                          | 7 października 1978  |
| 29 | Atak na Daimowika Daimovic Bakuhatsu Ichi Byou Sen (ダイモビック爆発１秒前)                          | 14 października 1978 |
| 30 | Wyścig z czasem Ayaushi! Izumi Hakase no Inochi (危うし！和泉博士の命)                               | 21 października 1978 |
| 31 | Żegnaj, Baranduk Kanashiki Baranduk no Saigo (悲しきバランドークの最期)                              | 28 października 1978 |
| 32 | Ucieczka z Utopii Arata Naru Heiwa e no Tabidachi (新たなる平和への旅立ち)                           | 4 listopada 1978     |
| 33 | Sabotaż Daimovic no Mametaifuu (ダイモビックの豆台風!!)                                              | 11 listopada 1978    |
| 34 | Uciekinier z Baamu Koroshiya Geroiya no Shuugeki (殺し屋ゲロイヤーの襲撃)                            | 18 listopada 1978    |
| 35 | Krótka przyjaźń Moushou Barbas Tsubasa Tatamu Toki (猛将バルバス翼たたむとき)                        | 25 listopada 1978    |
| 36 | Nierealny sojusz Ā Richter! Zettaizetsumei!! (ああリヒテル！絶体絶命!!)                              | 2 grudnia 1978       |
| 37 | Nikczemny szantaż Hanayome ni Naru Erika (花嫁になるエリカ)                                          | 9 grudnia 1978       |
| 38 | Dowódca Watasu mono ka! Ore no Daimos (渡すものか！俺のダイモス)                                     | 16 grudnia 1978      |
| 39 | Kazuya w pułapce Wana ni wa Matta Kazuya (罠にはまった一矢)                                          | 23 grudnia 1978      |
| 40 | Atak na podmorską bazę Kaiteijo! Daikougeki Kaishi! (海底城！大攻撃開始!!)                           | 30 grudnia 1978      |
| 41 | U wrót Baamu Kazuya o Osou Erika no Dangen! (一矢を襲うエリカの弾丸！)                               | 6 stycznia 1979      |
| 42 | Atak na Baam Teki Baam e Shutsugeki Kaishi! (敵バームへ出撃開始!!)                                   | 13 stycznia 1979     |
| 43 | Wszystko na jedną kartę Shou Baam no Daikoubousen (小バームの大攻防戦)                               | 20 stycznia 1979     |
| 44 | Ostatnia bitwa Ashita e no Bakushin (明日への驀進)                                                   | 27 stycznia 1979     |

## Odbiór
Generał Daimos został sklasyfikowany na 9. miejscu wśród anime wyróżnionych przez miesięcznik Animage w 1979 roku. Ostatni, 44. odcinek serii uplasował się na 11. miejscu, natomiast postać głównego bohatera, Kazuyi Ryūzaki – na 18.. Recenzenci polskojęzycznego serwisu tanuki.pl wystawili anime ocenę 7/10.

## Wersja japońska

### Obsada (głosy)
- Akira Kamiya jako Kazuya Ryūzaki
- Miyuki Ueda jako Erika
- Hisashi Katsuta jako Profesor Shin'ichirō Izumi
- Kazuyuki Sogabe jako Kyoshiro Yuzuki
- Osamu Ichikawa jako Richiter
- Youko Kuri jako Nana Izumi
- Hisashi Katsuta jako Olban
- Kazuko Yanaga jako Lajza
- Kenji Utsumi jako Barandoku
- Makio Inoue jako Aizam
- Mari Okamoto jako Cindy
- Masako Nozawa jako Genta
- Miyoko Asou jako Margarete
- Shōzō Iizuka jako Balbas
- Ryūsei Nakao jako młodszy brat Balbasa
- Tamio Ohki jako Komandor Sakimori Miwa
- Tesshō Genda jako Kitou

### Piosenki
Czołówka:
- „Tate! Tōshō Daimos” (立て！闘将ダイモス) w wykonaniu Isao Sasaki i Columbia Yurikago-kai

Tyłówka:
- „Erika no Ballad” (エリカのバラード) w wykonaniu Kumiko Kaori i Masatake Okura

## Wersja polska
Serial nadawany był w Polsce na antenie Polonia 1 oraz Super 1 z polskim lektorem (Jerzy Rosołowski) i włoskim dubbingiem. Na antenie Polonii 1 Generał Daimos emitowany był od 31 stycznia do 13 marca 1994 roku.